# Willy Dehaen
Willy Dehaen (Duffel, 6 november 1931 - Mortsel, 8 december 2010) was een Belgisch politicus voor de CVP.

## Levensloop
Van beroep was hij apotheker. Dehaen werd politiek actief in 1970, toen hij een eerste maal verkozen werd op een CVP-kieslijst te Mortsel. Na de lokale verkiezingen van 1982 werd hij aangesteld als burgemeester, een mandaat dat hij uitoefende tot aan zijn politiek pensioen in 2000. Hij was tot dusver de enige naoorlogse burgemeester die de Mortselse sjerp drie legislaturen droeg.
Hij overleed op 79-jarige leeftijd in residentie Mayerhof. De begrafenisplechtigheid vond plaats in de Sint-Benedictuskerk te Mortsel.
Zijn zoon Koen Dehaen is ook politiek actief, eerst bij de Volksunie later bij de N-VA. Hij is sinds 2001 schepen te Mortsel.